# Natalja Konoplowa
Natalja Wiktorowna Konoplowa, ros. Наталья Викторовна Коноплёва (ur. 23 listopada 1944 w Murmańsku, zm. 15 marca 2011 w Moskwie) – radziecka i rosyjska szachistka, arcymistrzyni od 1976 roku.

## Kariera szachowa
Pierwszy międzynarodowy sukces odniosła w 1965, zwyciężając w międzynarodowym turnieju w Piotrowie Trybunalskim. Wkrótce awansowała do ścisłej światowej czołówki, dwukrotnie zajmując czołowe lokaty w turniejach międzystrefowych i będąc bardzo blisko awansu do meczów pretendentek. W 1971 w Ochrydzie podzieliła IV–V miejsce (wraz z Márią Ivánką, którą następnie pokonała 4 : 2 w meczu rozegranym w Moskwie), a dwa lata później na Minorce podzieliła II–V lokatę; w dogrywce (rozegranej w Kisłowodzku) zajęła czwarte, ostatnie miejsce. Wyniki te odpowiadały w ówczesnym okresie V–VI pozycji na świecie.
Kilka razy startowała w finałach mistrzostw Związku Radzieckiego, najlepszy wynik osiągając w 1972, kiedy to podzieliła II–IV miejsce. Oprócz tego podzieliła II lokaty w turniejach w Sofii (1970) i Tbilisi (1973). 
Najwyższy wynik rankingowy w karierze osiągnęła 1 stycznia 1975; mając 2285 punktów, zajmowała wówczas 13. miejsce na światowej liście FIDE. Od 1992 nie startowała w turniejach klasyfikowanych przez tę federację.